# Bystrzyca (dopływ Nysy Kłodzkiej)
Bystrzyca, Bystrzyca Kłodzka, Bystrzyca Łomnicka (niem. Kressen Bach Weistritz, Weistritz, Lominci-Beszterce) – potok w południowo-zachodniej Polsce, lewy dopływ Nysy Kłodzkiej. Ma długość około 25,5 km, a powierzchnię zlewni około 64 km².
Źródliskowe wypływy rzeki znajdują się w północnej części wierzchowiny Górach Bystrzyckich (Sudety Środkowe), na stokach Bieśca i Zbójnickiej Góry. Dolina Bystrzycy dzieli Góry Bystrzyckie na dwie części: północną i południową.
Miejscowości nad Bystrzycą:
Młoty, Wójtowice, Nowa Bystrzyca, Stara Bystrzyca i Bystrzyca Kłodzka (ujście).

## Dopływy
- lewobrzeżne: Ptasznik, Pawelski Potok, Drwina
- prawobrzeżne: Hutniczy Potok, Czerniak, Szklarnik, Mała Bystrzyca